# Cheilotrichia perscitula
Cheilotrichia perscitula är en tvåvingeart som beskrevs av Alexander 1973. Cheilotrichia perscitula ingår i släktet Cheilotrichia och familjen småharkrankar. Inga underarter finns listade i Catalogue of Life.